# Freddy Alborta
Freddy Alborta ou sur l'état civil Frederico Alborta Trigo, né en 1932 selon la rubrique nécrologique de El Païs, et mort d'un arrêt cardiaque à la suite d'une pneumonie dans la nuit du 17 au 18 août 2005 à La Paz est un photographe et cinéaste bolivien. Ce photojournaliste de métier est devenu mondialement célèbre pour ses clichés posthumes du Che.

## Célèbre par une photographie de cadavre aux yeux ouverts
S'il est resté inconnu jusqu'à son cliché de feu Ernesto Che Guevara à Vallegrande en 1967 et surtout la chemania qui a enflé au cours des années 1970, Freddy Alborta Trigo avait largement entamé sa carrière de photographe professionnel. L'événement médiatique entrave tout jugement serein et démultiplie la difficulté de juger les quarante années d'activités sereines d'un des plus importants photographes boliviens.
Membre éminent du centre international de la photographie, Alborta a travaillé en tant que correspondant d'agences de presse mondialisées, parmi lesquelles United Press, Associated Press. Il a collaboré avec des journaux boliviens, les quotidiens Presencia, Ùltima Hora, Jornada… ou fourni des clichés à un grand nombre d'organes de presse andins. Son professionnalisme l'avait dès ses vingt ans fait accrédité auprès des autorités officielles : il a été photographe officiel entre 1952 et 1964 auprès du président Victor Paz Estenssoro. Puis il a œuvré parmi les rares indépendants de son pays jusqu'au milieu des années 1980, période où il se retire de l'activité journalistique. Il était alors devenu un des maîtres les plus influents de la photographie bolivienne.
Son activité inlassable de chasseur d'images, en particulier de paysages, de cérémonies rituelles ou de folklore montagnards, de liens entre les populations andines et leurs coutumes, est resté plus effacée et ses réalisations pourtant notoires ont beaucoup moins occupé le premier plan médiatique. Il a toutefois publié un livre Bolivia sur cette thématique. Il a été attiré par le cinéma documentaire et il semble qu'il n'ait point réussi à trouver les moyens pour accéder au film autre qu'amateur. Sa participation centrale au film de Leandro Katz en 1997 est celle d'un hôte attentif, qui confesse sincèrement, malgré les élisions arbitraires du montage, ce qu'il sait de la région de Vallegrande et croit de ce jour fatidique.
Pendant sa retraite, il a participé ou envoyés ses œuvres à diverses expositions muséologiques d'art photographique : au Jeu de Paume à Paris en 2003, à la maison de la photographie à Hambourg en 2004, et de façon posthume au musée des Beaux-arts de Buenos-Aires en 2006.

## Un jour d'apothéose de l'image médiatique
Freddy Alborta fait partie du groupe de journalistes et de photographes boliviens, autorisé l'après-midi du 9 octobre 1967 à se rendre par hélicoptère à l'hôpital de campagne de Vallegrande, proche du village bolivien de l'arrestation de Che Guevara. Dans la buanderie exiguë du modeste hôpital étaient gardés les corps de trois guérilleros. Le chef révolutionnaire officiellement tué au combat la veille était placé à part dans un coin et les deux autres corps, encore maculés de sang, étaient couchés à même le sol de la buanderie pour ne pas le confondre. Les photographes emmenés dans le local par les officiels ou les policiers prennent d'abord de banales clichés. L'odeur de décomposition cadavérique est déjà insupportable aux nez sensibles, et les premières photographies non divulguées dans la presse attestent la répugnance ostensible de personnages qui se bouchent le nez. On imagine la hâte de finir les prises de vues. Mais Alborta, resté seul, ne s'en contente pas. Le photojournaliste indépendant n'ignore pas l'importance de cette capture vis-à-vis de l'opinion sud-américaine et même mondial et il cherche une mise en scène de ce mort barbu au corps émacié et aux yeux ouverts, avant qu'il soit évacué vers la morgue de la capitale.
Freddy Alborta est ainsi devenu mondialement célèbre pour la photographie simulant à l'aide d'un support de latte de bois et d'une couverture déchirée trouvés dans ce sous-sol, un homme sur son lit de mort entouré d'officiels et de familiers. Le portrait du défunt, environné des militaires chargés de sa garde au corps, et surtout des autorités civiles et militaires les moins perturbées que l'homme de l'art avait eu la présence d'esprit de rappeler, n'est pas sans faire allusion à l'histoire de l'art, en particulier au Christ mort d'Andrea Mantegna  ainsi qu'à La Leçon d'anatomie du docteur Tulp de Rembrandt.

## Le temps de la réflexion sur un mythe
Le photographe devenu célèbre pour ce cliché, qui ne lui aurait rapporté dans un premier temps que 75 dollars US, apparaît unique interviewé et fil conducteur du film de 30 minutes de méditation sur l'art photographique et le pouvoir hypnotique des images, intitulé El día que me quieras, réalisé en 1997. Le réalisateur Leandro Katz, artiste et poète, est un américain d'origine argentine, qui vit aux États-Unis depuis 1965. Fasciné par cette photo médiatique et son usage à toutes les sauces, il fait le voyage vers la naissance de l'œuvre et sa rencontre avec le créateur, sympathique hôte qui dévoile la réalité de son pays, a évidemment influencé sa réalisation. Mais il semble que Freddy Alborta, nullement producteur, n'ait eu aucune prise de décision au montage et à la réalisation finale, puisque Leandro Katz élève la réalité crue vers une finalité esthétique, qui trouve son leitmotiv dans la littérature de Borges, la poésie de Neruda, l'art musicale de Carlos Gardel, l'engagement politique de Fidel Castro. Quelques témoignages paysans vagues attestent qu'ils étaient là, innocents ou naïfs, vingt ans auparavant. Le folklore andin que connaît particulièrement le photographe bolivien, est presque détourné par l'image d'un port processionnel d'un drapeau rouge. Reste le son des flûtes de pan et des tambourins…
Les réflexions du photographe, confortées par les archives déclassées de la CIA pendant le mandat Bill Clinton, indiquent avec une forte probabilité que l'annonce de l'arrivée imminente des médias a entraîné l'exécution d'un blessé peu présentable, voire dangereux à terme pour les représentants de l'état bolivien. La CIA informée voulait questionner, puis instrumentaliser le Che vivant puisque l'organisation américaine de sécurité connaissait son désaccord politique avec les tenants du pouvoir cubain, en particulier le dictateur Fidel Castro. Quelques dirigeants conservateurs boliviens qui auraient craint un procès long, incontrôlable et désagréable pour leur régime, ont ainsi préféré la présentation bio-éthique et conforme du cadavre que la presse, obéissant à leurs sources d'information, avait déjà annoncé. Ainsi, ils ont ouvert la voie à la mythification de l'éternel combattant de la libération, qu'attendait impatiemment les prosaïques dirigeants communistes.

## Expositions collectives
- De décembre 2005 à mars 2006, Exposition de photographes célèbres (Henri Cartier-Bresson, Gisèle Freund, Arnold Newman, Sara Facio, André Kertész, Anatole Saderman, Daniel Mordzinski, Nicolás Goldberg, Freddy Alborta…) Museo Nacional de Bellas Artes, Buenos Aires, Argentine
- De décembre 2003 à avril 2004, Exposition Corpus Christi, les représentations du Christ en trois siècles de photographie (clichés de Julia Margaret Cameron, Frantisek Drtikol, John Heartfield, Herlinde Koelbl, Robert Mapplethorpe, Boris Mikhailov, Pierre & Gilles, Bettina Rheims, Andres Serrano (Photo), Paul Strand, Ulay & Abramovic, Freddy Alborta…), Maison de la photographie, Hambourg, Allemagne
- De novembre à janvier 2003, Exposition Corpus Christi, les représentations du Christ en photographie au Jeu de Paume, Hôtel de Sully, Paris.

## Galerie
Quelques photographies d'un des grands maîtres boliviens de cet art .

## Livres de photographies
L. Quezada Soares, F. Alberta Trigo, Bolivia, Foto Capri Color, La Paz, 1977.

## Films
Alborta a participé activement au film du réalisateur Leandro Katz, The Day You Love Me, 1998, film documentaire de 30 minutes qui est aussi l'adaptation américaine de la prime version hispanique El día que me quieras, réalisée en 1997.